# Led Zeppelin North American Tour Spring 1969
Led Zeppelin North American Tour Spring 1969 foi a segunda turnê da banda britânica de rock Led Zeppelin na America do Norte. A turnê começou em 18 de abril e concluída em 31 de maio de 1969.
Há essa altura, a disparada popularidade do Led Zeppelin era tal que o grupo tinha alcançado o faturamento superior, partilhando essa honra para alguns de seus shows com atos estabelecidos, como Julie Driscoll, Delaney & Bonnie e Three Dog Night. Eles estavam agora receber quatro vezes o dinheiro que tinham anteriormente ordenado em sua primeira turnê pela América apenas alguns meses antes. Na verdade, a banda também foi um dos primeiros grupos a ser um ato único, sem qualquer grupo de abertura para algumas de suas performances. No entanto, para o concerto da banda no Columbia, Maryland, em 25 de Maio, gerente Peter Grant acordado para Led Zeppelin para receber faturação ao segundo, em apoio de The Who. Esta foi a única vez que estas duas bandas inglesas já realizado na mesma conta.
Durante essa turnê a banda tirou um tempo em estúdios de gravação para gravar várias faixas para o seu próximo álbum, Led Zeppelin II. Muitas das faixas foram mais tarde misturado baixo por Eddie Kramer da A & R Studios, Nova Iorque.
Foi durante este período que o guitarrista do Led Zeppelin Jimmy Page mudou sua assinatura de usar sua Telecaster para a Gibson Les Paul, ao mesmo tempo, incorporando o uso da Marshall Amplifiers.

## Faixas tocadas na turnê
O típico set list para a turnê foi:
1. "Train Kept A-Rollin' " (Bradshaw, Kay, Mann)
2. "I Can't Quit You Baby" (Dixon)
3. "As Long As I Have You" (Mimms)
4. "Dazed and Confused" (Page)
5. "You Shook Me" (Dixon, Lenoir)
6. "How Many More Times" (Bonham, Jones, Page)
7. "Communication Breakdown" (Bonham, Jones, Page)
8. "White Summer"/"Black Mountain Side" (Page)
9. "Killing Floor" (Wolf)
10. "Babe I'm Gonna Leave You" (Bredon, Page, Plant)
11. "Sitting and Thinking" (somente em 27 de abril)
12. "Pat's Delight" (Bonham)
13. "Whole Lotta Love" (Bonham, Dixon, Jones, Page, Plant)

Havia algumas substituições set list, variações, e interruptores de ordem durante a turnê.

## Datas dos shows
| Data                | Cidade                        | País           | Local                                  |
| ------------------- | ----------------------------- | -------------- | -------------------------------------- |
| 24 de abril de 1969 | São Francisco, Califórnia     | Estados Unidos | Fillmore West                          |
| 25 de abril de 1969 | São Francisco, Califórnia     | Estados Unidos | Winterland Ballroom                    |
| 26 de abril de 1969 | São Francisco, Califórnia     | Estados Unidos | Winterland Ballroom                    |
| 27 de abril de 1969 | São Francisco, Califórnia     | Estados Unidos | Fillmore West                          |
| 1 de maio de 1969   | Irvine, Califórnia            | Estados Unidos | Crawford Hall - UC Irvine              |
| 2 de maio de 1969   | Pasadena, Califórnia          | Estados Unidos | Rose Palace                            |
| 3 de maio de 1969   | Pasadena, Califórnia          | Estados Unidos | Rose Palace                            |
| 4 de maio de 1969   | Santa Mônica, Califórnia      | Estados Unidos | Santa Monica Civic Center              |
| 5 de maio de 1969   | Santa Mônica, Califórnia      | Estados Unidos | Santa Monica Civic Center              |
| 9 de maio de 1969   | Edmonton, Alberta             | Canadá         | Edmonton Gardens                       |
| 10 de maio de 1969  | Vancouver, Colúmbia Britânica | Canadá         | Pacific Coliseum                       |
| 11 de maio de 1969  | Seattle, Washington           | Estados Unidos | Green Lake Aqua Theater                |
| 13 de maio de 1969  | Honolulu, Hawaii              | Estados Unidos | Civic Auditorium                       |
| 16 de maio de 1969  | Detroit, Michigan             | Estados Unidos | Grande Ballroom dois shows             |
| 17 de maio de 1969  | Athens, Ohio                  | Estados Unidos | Convocation Center                     |
| 18 de maio de 1969  | Minneapolis, Minnesota        | Estados Unidos | Guthrie Theater                        |
| 23 de maio de 1969  | São José, Califórnia          | Estados Unidos | Northern California Folk-Rock Festival |
| 24 de maio de 1969  | Chicago, Illinois             | Estados Unidos | Kinetic Playground                     |
| 25 de maio de 1969  | Columbia, Maryland            | Estados Unidos | Merriweather Post Pavilion             |
| 27 de maio de 1969  | Boston, Massachusetts         | Estados Unidos | Boston Tea Party                       |
| 28 de maio de 1969  | Boston, Massachusetts         | Estados Unidos | Boston Tea Party                       |
| 29 de maio de 1969  | Boston, Massachusetts         | Estados Unidos | Boston Tea Party                       |
| 30 de maio de 1969  | Nova Iorque, Nova Iorque      | Estados Unidos | Fillmore East                          |
| 31 de maio de 1969  | Nova Iorque, Nova Iorque      | Estados Unidos | Fillmore East                          |